# Космологический аргумент
Космологи́ческий аргуме́нт, или космологи́ческое доказа́тельство бытия́ Бо́га — одна из категорий аргументов, относящихся к вопросу существования Бога. Присутствует в христианской и исламской теологии.
Космологический аргумент выдвигали Платон, Аристотель, Фома Аквинский, Рене Декарт, Готфрид Лейбниц, Джон Локк и др.
В некотором смысле может рассматриваться в качестве рассуждения в пределах возникшего внутри мифологии спора на тему разных возможностей соотношения бога и космоса.

## Формулировка
Всё должно иметь причину. Цепочка причин не может быть бесконечной, должна быть самая первая причина. Первопричину всего некоторые называют «Бог».
Встречается, отчасти, уже у Аристотеля, который разграничил понятия о бытии случайном и необходимом, условном и безусловном, и заявлял о необходимости признания в ряду относительных причин — первого начала всякого действия в мире.
Авиценна математически сформулировал космологический аргумент существования Бога как единой и неделимой причины всего сущего. Очень похожее обоснование приводит Фома Аквинский как второе доказательство бытия Бога, хотя его формулировка не столь строга, как у Авиценны. Впоследствии это доказательство было упрощено и формализовано Уильямом Хэтчером.
В общей форме космологический аргумент выглядит приблизительно следующим образом:
1. Всякая вещь во вселенной имеет свою причину вне себя (дети имеют свою причину в родителях, детали делают на заводе и т. д.);
2. Вселенная как состоящая из вещей, имеющих свою причину вне себя, сама должна иметь свою причину вне себя;
3. Так как вселенная является материей, обладающей энергией и существующей во времени и пространстве, то следовательно, причина вселенной должна находиться вне этих четырёх категорий.
4. Следовательно, существует нематериальная причина Вселенной, не ограниченная пространством и временем.

Вывод: существует причина существования Вселенной, внешняя по отношению к самой Вселенной. Причем из третьего и четвертого пунктов следует, что такая Первопричина есть нематериальный дух (так как Первопричина должна быть вне материи как категории), вездесущая (то есть Первопричина вне пространства), вечная (вне времени), всемогущая (вне энергии как категории). То есть, первопричиной Вселенной является Бог.

## Разновидности космологического аргумента

### Каламический аргумент
В свете теории «Большого взрыва» космологический аргумент выглядит следующим образом:
1. Всё, что когда-либо появлялось, имеет причину
2. Вселенная появилась
3. Следовательно, Вселенная имеет причину

Эта разновидность космологического аргумента в связи с его происхождением из исламской теологии называется «каламическим аргументом» (англ. kalām cosmological argument).

### Космологический аргумент Лейбница
Одной из форм космологического аргумента является «от обусловленности» (или иначе «от случайности»). Данная формулировка космологического аргумента опирается на принцип достаточного основания. Этот принцип впервые выдвинут античным мыслителем Анаксимандром. Немецкий мыслитель Готфрид Лейбниц сформулировал его следующим образом:
«… Ни одно явление не может оказаться истинным или действительным, ни одно утверждение справедливым — без достаточного основания, почему именно дело обстоит так, а не иначе»
То есть, иначе говоря, у всего должна быть своя причина. Далее Лейбниц развивает мысль, что каждая единичная вещь в мире «случайна»; иными словами, это означает, что логически возможно, чтобы она не существовала; и это истинно не только в отношении каждой единичной вещи, но и в отношении всей Вселенной. Даже когда мы допускаем, что Вселенная существовала вечно, то и тогда внутри Вселенной нет ничего, что бы показывало, почему она существует. Но в соответствии с философией Лейбница всё должно иметь достаточное основание, поэтому и Вселенная в целом должна иметь достаточное основание, которое находится вне её. Этим достаточным основанием и является Бог.

## Современные интерпретации космологического аргумента

#### Индуктивный космологический аргумент Суинбёрна
Ричард Суинбёрн отвергает старые дедуктивные версии космологического аргумента, полагая, что доказательно вывести существование Бога из чего бы то ни было невозможно. Однако он предлагает индуктивный аргумент, основанный на вероятности:
«Есть реальная возможность того, что если Бог существует, Он создаст что-то вроде конечной и сложной вселенной. Очень маловероятно, что вселенная могла бы существовать беспричинно, но гораздо более вероятно, что Бог может существовать беспричинно. Существование вселенной … можно объяснить, если мы предположим, что она сотворена Богом»
 «Теизм не делает некоторые феномены очень вероятными, но ничто другое не делает их возникновение полностью вероятным, и они нуждаются в объяснении. Возможно, а priori теизм очень маловероятен, но он гораздо более вероятен, чем любое соперничающее предположение. Следовательно, наши феномены являются существенным доказательством в пользу истинности теизма»